# Port lotniczy Kamembe
Port lotniczy Kamembe – port lotniczy zlokalizowany w mieście Kamembe, w Rwandzie. Jest to drugie co do wielkości lotnisko w kraju.

## Linie lotnicze i połączenia
| Linia Lotnicza | Kierunek  |
| -------------- | --------- |
| RwandAir       | 1. Kigali |